# Faysal al-Husayni
Faysal ʿAbd al-Qadir al-Husayni (Baghdad, 17 luglio 1940 – Al Kuwait, 31 maggio 2001) è stato un politico palestinese.
Appartenente a una delle più illustri famiglie storiche palestinesi, gli Husayni, Faysal al-Husayni in arabo  ﻓﻴﺼﻞ ﻋﺒﺪ ﺍﻟﻘﺎﺩﺭ ﺍﻟﺤﺴﻴﻨﻲ‎? è stato considerato - dopo gli Accordi di Oslo - come uno dei più credibili e autorevoli leader del nascituro Stato palestinese.
Figlio di Abd al-Qadir al-Husayni, comandante delle forze arabe locali durante la guerra arabo-israeliana del 1948 e nipote del Hajji Muhammad Amin al-Husayni, Gran Mufti di Gerusalemme tra le due guerre mondiali.
Studiò al Cairo, a Baghdad e a Damasco. È stato membro fondatore dell'Unione Generale degli Studenti Palestinesi nel 1959.
Faysal al-Husayni cominciò ad operare per l'Organizzazione per la Liberazione della Palestina (OLP) dal momento del suo insediamento a Gerusalemme, in veste di vice-responsabile del Dipartimento dell'Organizzazione Pubblica: un posto che egli occupò dal 1964 al 1965. Più tardi ricevette un addestramento militare nel Damascus Military College dopo che egli ebbe raggiunto l'Esercito per la Liberazione della Palestina (ELP) nel 1967.
Nel 1979, Faysal al-Husayni fondò e divenne presidente della Società di Studi Arabi.
Dal 1982 al 1987, ripetutamente fu posto agli arresti, domiciliari e non, dalle autorità israeliane.  Fu incarcerato a più riprese tra l'aprile 1987 e il gennaio 1989, ma era rimasto in piena attività al momento della Prima Intifada.
Nel 1982, divenne membro del Supremo Consiglio Islamico a Gerusalemme. Di conseguenza servì come portavoce palestinese, capo del Consiglio Nazionale di Gerusalemme/Palestina, componente e poi responsabile della delegazione palestinese alla Conferenza di Madrid per la Pace in Vicino Oriente e ai successivi colloqui, capo della fazione del Fath in Cisgiordania e ministro senza portafoglio dell'Autorità Nazionale Palestinese (ANP).
Il suo ultimo posto ricoperto fu quello di ministro per le Questioni di Gerusalemme dell'ANP, che lo portò a risiedere a Gerusalemme Est. Morì per un attacco cardiaco mentre tentava di riannodare le relazioni diplomatiche fra il governo del Kuwait e l'OLP, rotte al tempo della Guerra del Golfo del 1991.
Faysal al-Husayni era considerato una mente pragmatica dalla stampa. Sapeva parlare in ebraico e appariva regolarmente sui media in Israele per spiegare il punto di vista palestinese.
Faysal al-Husayni è stato inumato sul Monte del Tempio, il sito più sacro per l'Ebraismo e l'Islam. Ebrei di destra hanno visto tale inumazione come un insulto, dal momento che le norme sulla purità rituale israelitica vietano l'inumazione di defunti sul Monte del Tempio.
In seguito al suo decesso, la polizia israeliana ha occupato il suo Quartier Generale, la cosiddetta "Bayt al-Sharq" (Orient House, ossia "Casa d'Oriente").

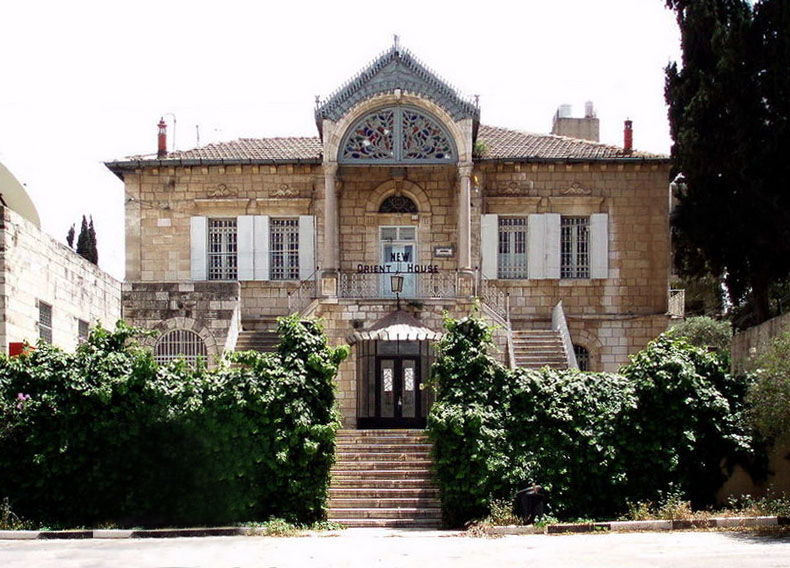
La Casa d'Oriente